# Veleslavínská radiála

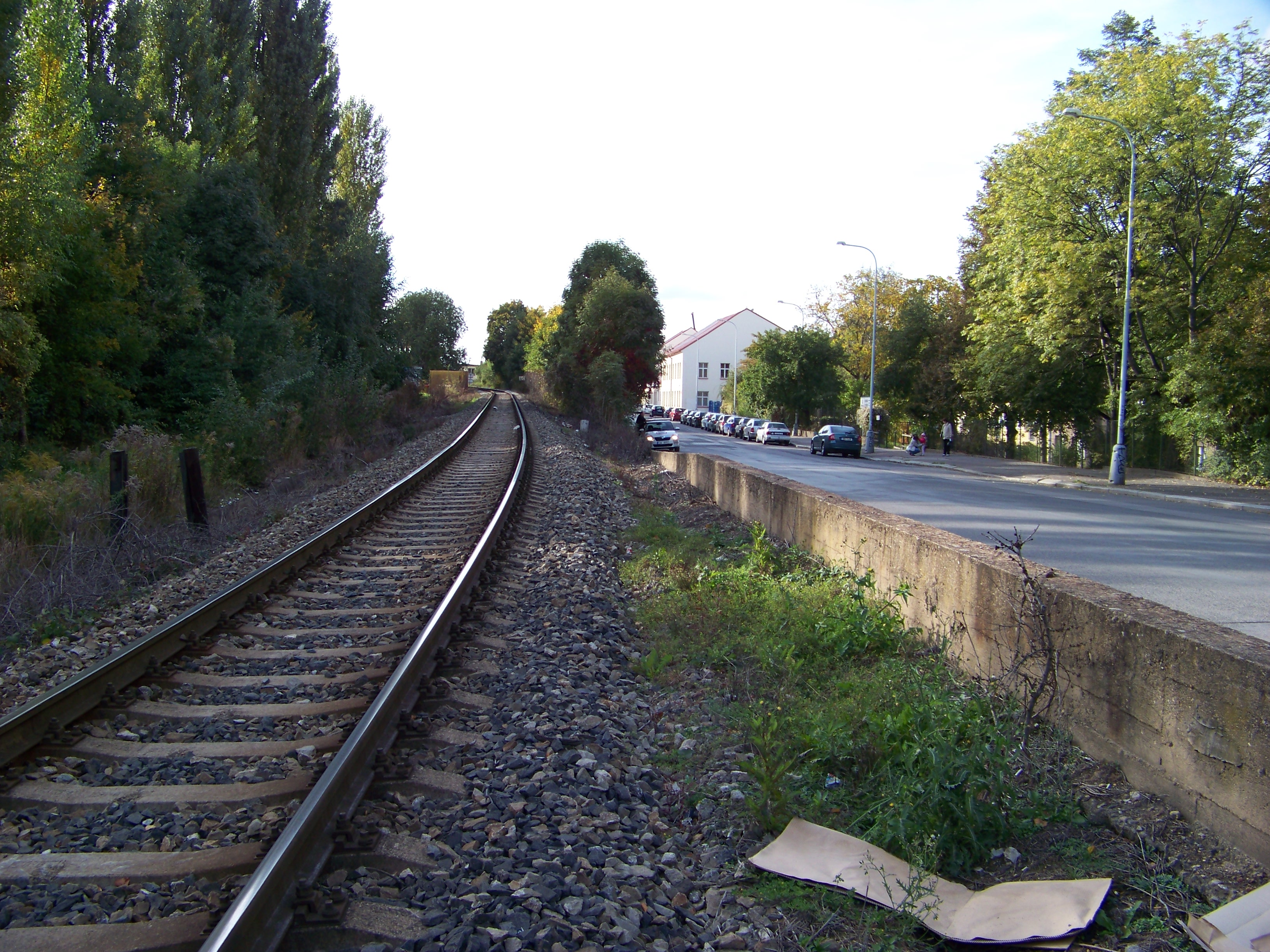
Železniční trať v Kladenské ulici, která měla být snesena a nahrazena radiálou.

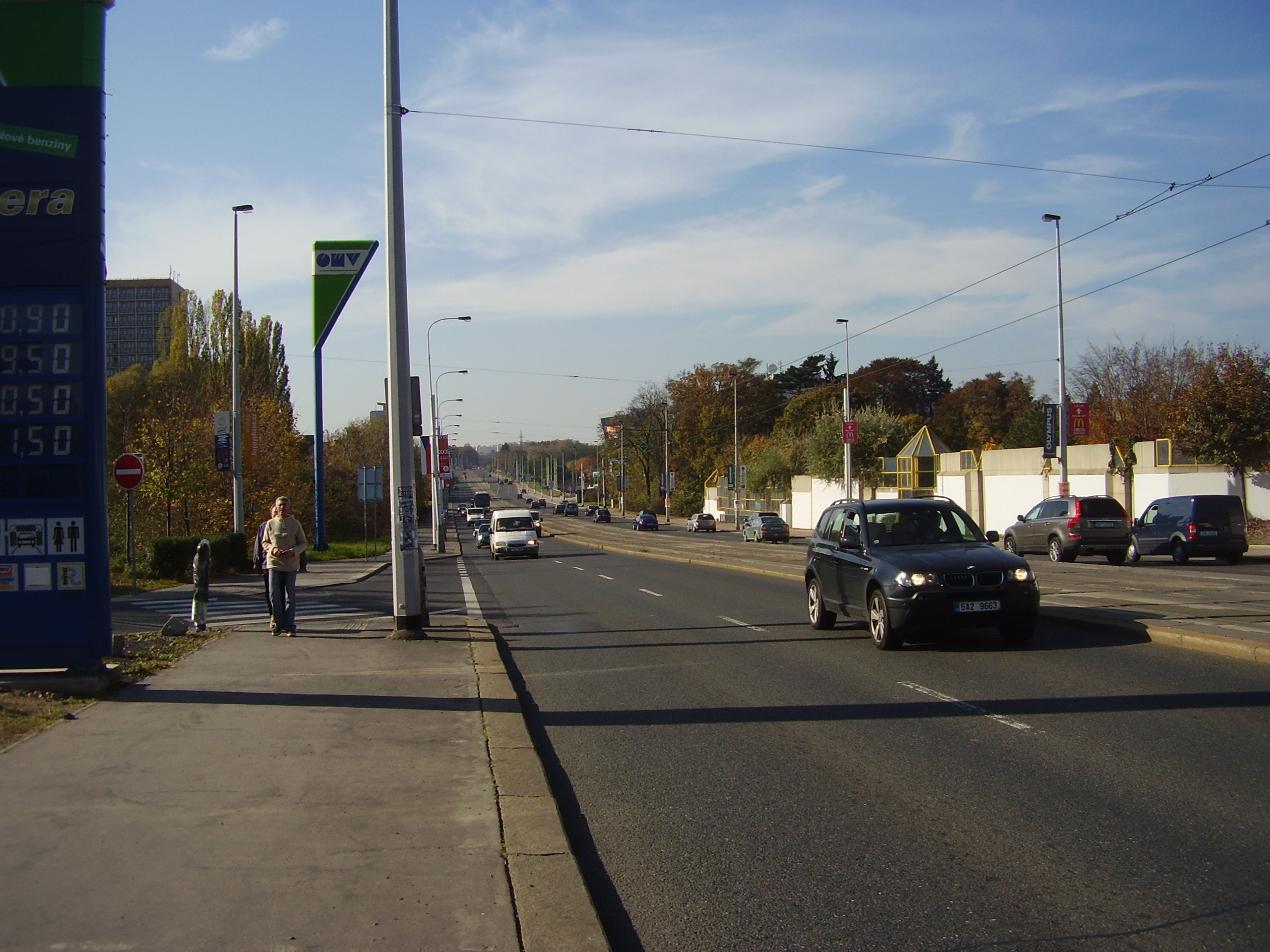
Evropská ulice, která měla být přestavěna na radiálu pro tranzitní dopravu.

Veleslavínská radiála je nerealizovaná silniční komunikace (čtyřproudá), která měla být postavena v Praze, přibližně spojující prostor Dejvic s Pražským okruhem. Nebyla nikdy vybudována.

## Historie
Vznik moderní rychlostní komunikace předpokládal již územní plán Prahy z roku 1964. Silnice měla vést od dnešního křížení s Pražským okruhem u Ruzyně přibližně v trase Evropské ulice přes Liboc, Veleslavín a Vokovice až po prostor dnešního nádraží Praha-Veleslavín. Odtud se měla stáčet směrem na jihovýchod do prostoru dnešní železniční trati č. 120 až ke Svatovítské ulici a dál by pokračovala zhruba tudy, kudy vede tunel Blanka. Komunikace byla součástí tzv. Severní automobilové tangenty.
V letech 1971 a 1976 zůstala v územním plánu zachována. Přibyla ale důmyslnější mimoúrovňová křížení, např. v blízkosti divoké Šárky nebo Dejvic. Komunikace měla zcela nahradit zmíněnou železniční trať, která měla být v prostoru radiály zcela odstraněna a zůstal by pouze její úsek na samém západním okraji Prahy, který by sloužil pro zásobování logistického areálu společnosti Prior. Tramvajová trať do Divoké Šárky měla být vedena v blízkosti komunikace, ale zcela mimo ni.
V územním plánu Prahy z roku 1986 došlo k mírné změně představy o realizaci radiály. Její trasování nebylo sice změněno, nicméně nově měla být od veleslavínského nádraží až do Dejvic vedena tunelem. Napojit se měla na městský okruh v prostoru dnešní Dělostřelecké ulice, a to mimoúrovňovou křižovatkou, která se měla rovněž nacházet pod úrovní terénu. I tak se ale počítalo se zrušením železniční trati. Po roce 1986 se již v mapách neobjevuje, resp. ze systému ZÁKOS byla v roce 1989 vypuštěna.
Zrušení tohoto projektu vyloučilo riziko přivedení tranzitní dopravy na území Prahy 6, zároveň ale vzbudilo obavy z možného zvýšení dopravního zatížení zvažované Břevnovské radiály.